# Den flyvende kuffert (Der var engang...)
 For alternative betydninger, se Den flyvende kuffert (flertydig). (Se også artikler, som begynder med Den flyvende kuffert)
Den flyvende kuffert  er en tegnefilm i serien Der var engang... (eng. titel The Fairytaler), der blev udsendt i forbindelse med H.C. Andersens 200 års fødselsdag i 2005.
Filmen er baseret på eventyret Den flyvende kuffert.

## Stemmer
| Rolle           | Danske stemmer   |
| H. C. Andersen  | Henrik Koefoed   |
| Advokat         | Lasse Lunderskov |
| Gadesælger      | Niels Ellegaard  |
| Prinsesse       | Sonja Richter    |
| Sultan          | Kurt Ravn        |
| Sultaninde      | Kirsten Lehfeldt |
| Sven (Som barn) | Andreas Jessen   |
| Sven            | Michael Carøe    |
| Svens Ven       | Thomas Mørk      |
| --------------- | ---------------- |

Original musik af: Gregory Magee
- Hovedforfatter: Gareth Williams
- Manuskriptredaktører: Linda O' Sullivan, Cecilie Olrik
- Oversættelse: Jakob Eriksen
- Lydstudie: Nordisk Film Audio
- Stemmeinstruktør: Steffen Addington
- Animation produceret af: A. Film A/S
- Animationsstudie: Wang Film Production

En co-produktion mellem
Egmont Imagination, A. Film & Magma Film
I samarbejde med:
Super RTL & DR TV